# جون غروفز (لاعب كرة قدم)
جون غروفز (بالإنجليزية: John Groves)‏ هو لاعب كريكت ولاعب كرة قدم جامايكي، ولد في 21 يوليو 1914 في كينغستون في جامايكا، وتوفي في 19 يناير 1996 في لانغلي في كندا. شارك مع منتخب جامايكا الوطني للكريكت.

## وصلات خارجية
- جون غروفز على موقع إي آس بي آن كريك إنفو (الإنجليزية)